# بوتنر (کارولینای شمالی)
بوتنر (به انگلیسی: Butner) شهری در ایالت کارولینای شمالی کشور ایالات متحده آمریکا است که جمعیت آن در سرشماری سال ۲۰۱۰ میلادی، ۷٬۵۹۱ نفر بوده‌است.